# Mercancías en tránsito

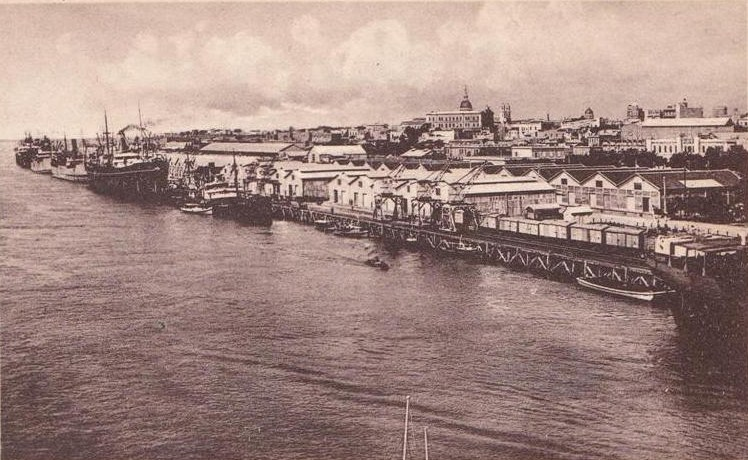
Muelles de Importación en Rosario, Argentina.

Las mercancías en tránsito son aquellas que no se encuentran físicamente en el almacén, pero ya han sido pagadas; por lo que únicamente se espera su llegada. Además, es un método usado en la contabilidad para analizar y registrar las operaciones relacionadas al lugar en que el comerciante adquiere sus mercancías, por lo que las compras se pueden clasificar en tres grupos:
- Compras locales: Son aquellas que se hacen en la misma plaza o lugar en la que se radica el comerciante.
- Compras foráneas: Son aquellas que se efectúan dentro del mismo país, pero fuera de la plaza o lugar en que se haya establecido el comerciante.
- Importaciones: Con este nombre se conoce al mercado internacional, es decir, las compras efectuadas en el extranjero.

## Compras locales
Con lo que refiere a las compras locales, el costo de las mercancías está representado principalmente por el valor de la factura, cuyo importe se carga a la cuenta de inventarios o de almacén y en el momento en que las mercancías son recibidas en los almacenes del comerciante se realiza esto.

## Compras foráneas
Para las compras foráneas y de importación se sigue un procedimiento distinto al señalado para las compras locales, ya que el costo de las mercancías está representado con los siguientes elementos: 
- Valor de la mercancía en su lugar de origen.
- Importe de las primas de seguros para proteger las mercancías de los riesgos en tránsito.
- El importe de los fletes, acarreos, maniobras, entre otros, efectuados para transportar las mercancías hasta el almacén del comprador.
- En caso de las importaciones, derechos de importación, impuestos, comisiones y honorarios a agentes aduanales.

Conforme a lo anterior se entiende que el comerciante al pagar los productos fuera de su plaza, no conoce todos los gastos que engloban al mismo tiempo y, por consiguiente, no sería correcto hacer un cargo a inventarios o almacén hasta el momento de haber determinado el costo total, es decir, la suma del valor que presente la factura expedida por el proveedor, más todos los gastos realizados para el aseguramiento y transporte de las mercancías. Por ese motivo, se usa la cuenta transitoria denominada mercancías en tránsito.

## Presentación
| Cargo | Abono |
| --- | --- |
| Al iniciar el ejercicio: Del importe de su saldo que representa el precio de costo de las mercancías propiedad de la entidad que fueron adquiridos fuera de la plaza, las cuales viajan por cuenta y riesgo de la entidad. | |
| Durante el ejercicio: - Precio de costo de las compras de mercancías adquiridas fuera de la plaza, las cuales se encuentran siendo responsable del riesgo la empresa. - De las primas y seguros contratados contra riesgos o accidentes. - Del importe de los fletes y acarreos. - Del importe de todos los gastos sobre compras como permisos, importación, derechos de importación, honarios, etc. | - Del traspaso del importe de adquisición de la mercancía, así como gastos en que se incurre por las mismas, a la cuenta de inventarios o almacén al momento en que son recibidas. |
| Su saldo es deudor y se presenta dentro del Estado de situación financiera en el activo circulante inmediatamente después de los inventarios o almacén. | |